# Igreja Católica em Comores
A Igreja Católica em Comores é parte da Igreja Católica universal, em comunhão com a liderança espiritual do Papa, em Roma, e da Santa Sé. Este é um país onde quase a totalidade da população é muçulmana (98%), sendo o catolicismo a maior das religiões minoritárias, ainda que represente menos de 1% do total. Ainda que a constituição preveja a liberdade religiosa, o governo continua a infringir esse direito. Comores foi considerada pela ONG Portas Abertas como a região mais difícil do mundo para se evangelizar.

## História
Em 1517, os portugueses tentaram introduzir o catolicismo nas ilhas, porém sem sucesso. A tentativa dos franceses, em 1843, obteve mais êxito. Criada em 1848, a Prefeitura Apostólica das Pequenas Ilhas Malgaxes passaram a abranger o território de Comores. Em 1901 as ilhas passaram a fazer parte do Vicariato Apostólico do Norte de Madagascar. Em meados do século XX existiam duas estações missionárias nas Comores para atender os 800 católicos da região, e uma administração apostólica foi estabelecida na época da independência de Mayotte.
A presença missionária em Comores foi iniciada em 1935, com a chegada dos jesuítas, seguidos pelos espiritanos, capuchinhos e enfim pelos salvatorianos. Dom Charles Mahuza Yava, primeiro Vigário Apostólico eleito do arquipélago foi ordenado em 19 de junho de 2010. Participaram da cerimônia o chefe de Estado, primeiro ministro do país.

## Atualmente
A prática pública do cristianismo é proibida, embora a Constituição de Comores permita a liberdade de culto, e o país há mais de 22 anos é incluído no World Watch, pela perseguição dos cristãos. Os cristãos não têm permissão para construir igrejas e são proibidos de distribuir materiais religiosos como a Bíblia. Em 11 de outubro de 2016, o governo proibiu qualquer prática religiosa não sunita. No final de julho de 2018, foi realizado no país um referendo com relação a uma reforma constitucional. O objetivo foi escolher qual a religião oficial de Comores, com a vitória do "sim", que levou à declaração de um estado islâmico sunita. A constituição foi alterada e foram estabelecidos princípios e regras para o cumprimento dessa religião. Uma fonte local afirmou que a decisão deve ter um forte impacto sobre a minoria cristã. Há apenas duas igrejas católicas no território comoriano, e nenhuma diocese. As autoridades governamentais proíbem os cristãos de proselitismo; no entanto, não houve casos conhecidos de restrições ao direito dos cristãos praticarem outros aspectos de sua fé. Existe uma discriminação generalizada da sociedade contra os cristãos em todos os setores da sociedade. Oficiais do governo obrigam pais a enviarem seus filhos para as madraças e ali líderes muçulmanos ensinam sentimentos anticristãos. Especialmente nas ilhas de Anjouan e Moheli é visível o crescimento do fundamentalismo islâmico pelo país.
Muitos cristãos praticam sua fé em suas próprias casas. Os estrangeiros podem praticar sua fé, mas não tentar converter os locais. Se pego fazendo proselitismo para outras religiões que não o islamismo, os estrangeiros são deportados. Os cidadãos que fazem proselitismo vão a julgamento e estão sujeitos a prisão. Em 29 de maio de 2006, quatro homens foram condenados a três meses de prisão por "evangelizar muçulmanos". Uma mulher também foi condenada, mas recebeu uma sentença suspensa de três meses. Eles haviam sido presos uma semana antes por sediar debates religiosos cristãos em uma residência particular. "Não podendo fazer proselitismo os 6 mil católicos do Vicariato são formados por imigrantes, na maioria malgaxes. Temos somente um comorense que se converteu ao catolicismo, tendo como nome Jesus. A escolha trouxe para ele a distância da família e do centro hereditário", afirma o vigário apostólico das ilhas. No geral, os convertidos do islã enfrentam sérias dificuldades por abandonar a religião majoritária, sendo colocados sob pressão para não praticarem a fé, e assim lhes restando apenas a opção de viver a fé de forma sigilosa.
| “ | Três dias depois de decidir seguir a Cristo, minha casa foi incendiada. Eu só consegui pegar meu computador. Tudo que eu tinha eram as roupas do corpo. Eu senti que isso era uma prova da minha fé em Cristo, mas se transformou em força para minha fé. | ” |
|   | — Relato de um cristão de Comores. |   |

A Caritas Comores tem duas áreas de intervenção: a primeira atua na área de saúde, com um centro de saúde e 12 postos de primeiros socorros nas três ilhas que formam o país. Fontes da própria instituição afirmam que cerca de 270 mil pessoas por ano usam essas unidades de saúde. A Caritas também administra um centro de recepção e apoio para pessoas carentes e um centro de nutrição. O setor da saúde emprega 65 pessoas. A segunda diz respeito à autopromoção feminina, incluindo três centros que acolhem uma média de 300 mulheres e meninas, promovendo-as alfabetização, costura e bordados e cursos de culinária.
Dom Charles Mahuza Yava, vigário apostólico de Comores afirma que "a Igreja Católica é muito apreciada pela população local que é inteiramente muçulmana, pelas atividades caritativas e de promoção humana", em particular o hospital é muito apreciado pela população, por causa da qualidade da assistência e dos agentes. Atualmente no Vicariato Apostólico trabalham 5 salvatorianos (três sacerdotes religiosos congoleses, um sacerdote religioso belga, um irmão tanzaniano e um congolês) e por um sacerdote religioso indiano das Missões Exteriores de Paris, aos quais se acrescentam as Missionárias da Caridade e as Irmãs da Divina Providência. "A nossa é uma presença silenciosa, mas ativa, que deseja testemunhar com obras concretas que a humanidade é amada por Cristo", afirma o vigário.  Atualmente considera-se que não há indicações de que haverá mudanças no futuro próximo quanto à liberdade religiosa no país.
Atualmente, a Igreja Católica de Comores, e também do restante dos territórios da Conferência Episcopal do Oceano Índico (que também inclui a atuação da Igreja Católica nas Seicheles, em Reunião, em Maurício e em Mayotte), têm feito grandes esforços para atrair os jovens para a participação religiosa.

## Organização territorial
Dados de 2017 afirmam que a única circunscrição eclesiástica católica do arquipélago, o Vicariato Apostólico do Arquipélago das Comores, tem cinco paróquias, duas a mais do que no relatório anterior, de 2014. As informações, porém, não incluem apenas Comores, pois também a possessão francesa de Mayotte faz parte deste vicariato. As fontes podem apresentar dados divergentes sobre o número de paróquias no país, pelo motivo de que Comores reivindica Mayotte para si; algumas somam as paróquias localizadas na dependência francesa às localizadas em território comoriano.
Em 1º de maio de 2010, o Papa Bento XVI elevou a Administração Apostólica de Comores a Vicariato Apostólico; com a nova denominação de Comores, a mesma configuração territorial foi mantida.

## Conferência Episcopal
O episcopado é membro da Conferência Episcopal do Oceano Índico, que foi criada em 1986, e reúne os bispos de Comores, Maurício, Reunião, Mayotte e Seicheles.

## Delegação Apostólica
A Delegação Apostólica de Comores foi criada em 1999.